# Vano Karkadze
Vano Karkadze (Georgia, 25 de junio de 2000) es un jugador profesional georgiano de rugby que se desempeña en la posición de hooker en Montpellier Hérault Rugby, equipo perteneciente a la liga Top 14.

## Carrera
Karkadze es un jugador de formación francesa (JIFF). Comenzó su carrera deportiva con el equipo RC Aia Kutaisi, en el cual jugó una temporada (2017-2018), después pasó a Stade Aurillacois Cantal Auvergne (2018-2019), luego a Club Athlétique Brive-Corrèze (2019-2023), posteriormente a Montpellier Hérault Rugby, donde lleva jugando una temporada.